# Bert van Selm-lezing
De Bert van Selm-lezing is een jaarlijkse lezing in Nederland over een boekwetenschappelijk onderwerp. De lezing is genoemd naar Bert van Selm (1945-1991), neerlandicus, boekhistoricus en bibliograaf en de grondlegger van de moderne boekwetenschap in Nederland. Van Selm was verbonden aan de Universiteit Leiden, die de lezing sinds 1992 jaarlijks organiseert. De lezing fungeert tevens als opening van het academische jaar van de opleiding Nederlandse Taal en Cultuur aldaar. De teksten van de lezingen worden door de Stichting Neerlandistiek Leiden in samenwerking met uitgeverij Primavera Pers in boekvorm uitgegeven.

## Lezingen
- 1992: Anton Korteweg – Voor Mies, van Maarten. Exemplaren met opdracht. Een verkenning
- 1993: Frans A. Janssen – Genomineerd voor de Best Verzorgde Boeken van het jaar 1512
- 1994: Fons van Buuren – Levenslessen van Cato. Het verhaal van een schoolboek
- 1995: Cor van Bree – Lotgevallen van de Codex Argenteus. De wisselende waarde van een handschrift
- 1996: Marita Mathijsen – Gij zult niet lezen. De geschiedenis van een gedoogproces
- 1997: Piet Buijnsters – Het Nederlandse antiquariaat tijdens de Tweede Wereldoorlog
- 1998: Karel Porteman – Symbolische boekwetenschap of twee vliegen in één klap
- 1999: Orlanda Lie – Vrouwengeheimen. Geneeskunst en beeldvorming in de Middelnederlandse artesliteratuur
- 2000: Peter van Zonneveld – De tuin van de Indische Romantiek
- 2001: Kees Fens – In het begin was de Bijbel. Boeken uit eigen kast
- 2002: Berry Dongelmans – Lezen in romans
- 2003: Piet Verkruijsse – Plaatjes kijken. Raadsels rond illustraties in oude boeken
- 2004: Wim Gerritsen – Boethius en de tweede revolutie van het boek
- 2005: Laurens van Krevelen – Het boek is van de schrijver. Over de rol van de auteur in de ontwikkeling van het boek
- 2006: Jeroen Salman – “Zijn Marsie, en zijn stok, aanschouwer sta wat stil.” Ontmoetingen met rondtrekkende boekverkopers
- 2007: Werner Waterschoot – Naar eigen smaak. Individualisering van het gedrukte boek in de zestiende en zeventiende eeuw
- 2008: Arnon Grunberg – De dood en de verkoop. Over de oorlog die handel in boeken heet
- 2009: Ewoud Sanders - De reïncarnatie van het boek. In zeven stappen een eigen digitale bibliotheek
- 2010: Frank Willaert - De ruimte van het boek. Literaire regio's in de Lage Landen tijdens de Middeleeuwen
- 2011: Arnold Heumakers - Tussen missie en media. De plaats van de literatuur in de wereld van de massamedia
- 2012: Riet Schenkeveld-van der Dussen - Op jacht naar de gezwinde grijsaard. Een verkenning van Nederlandse bloemlezingen en hun betekenis voor de canonvorming van de zeventiende eeuw tot heden
- 2013: Jaap Goedegebuure - De verboden vrucht. Over het lezen en herlezen
- 2014: Frans Blom - Pennen in beweging. Reizen in de Nederlandse literatuur
- 2015: Gerard Post van der Molen - De magie van margedrukken. Veertig jaar Stichting Drukwerk in de Marge
- 2016: Frits van Oostrom - Van geletterd naar gepixeld. Over de missie van de letterkundige neerlandistiek
- 2017: Mary Kemperink - Literatuur als medisch zoeklicht. De homoseksuele identiteit (1850-1920)
- 2018: Odile Heynders - Perspectief, verbeelding en pragmatisme. Schrijfsters in het publieke debat
- 2019: Willem Otterspeer - Het mystieke getal. Pythagoras in Leiden
- 2020: Rick Honings - Het eiland van vuurrazernij. De Krakatau-ramp van 1883 en de Nederlandse literatuur
- 2021: Olga van Marion - Gouden diva’s. De eerste Nederlandse actrices in de zeventiende eeuw
- 2022: Geert Warnar - Lezen als een luistervink. De dialoog in de Nederlandse literatuur van Maerlant tot Coornhert
- 2023: Jacqueline Bel - Schrijven, drukken, schrappen? Max Havelaar in tijden van sensitivity reading, laaggeletterdheid en ontlezing
- 2024: Joris van Eijnatten - Struisvogelgedrag in de humaniora. Een pleidooi voor computationele zelfredzaamheid
- 2025: Esther Op de Beek - “Avenue verruimt de blik.” De medialogica van een mondain magazine